# Alliance pour l'avenir (Cambodge)
Pour les articles homonymes, voir Alliance pour l'avenir (homonymie).
L'Alliance pour l'avenir (en khmer: សម្ព័ន្ធភាពឆ្ពោះទៅអនាគត, Sâmpoănthôphéap Chhpŏăh Tŏu Ânéakôt, en anglais: Alliance Towards the Future) est une coalition de partis politiques des démocrates et libéraux cambodgiens. Elle regroupe le parti de la bougie, le parti khmer de la volonté, le parti la démocratie de base et le parti réformateur cambodgien.
Fondée le 11 octobre 2023, cette alliance quadripartite est considérée comme une stratégie susceptible de contrer les risques politiques récurrents qui empêchent les partis d'opposition de se présenter aux élections.

## Histoire
Lors des élections nationales de juillet 2023, le parti de la bougie n'a pas pu se présenter aux élections en raison du manque de documents originaux confirmant l'enregistrement du parti. Les partis politiques auprès du ministère de l'Intérieur. Le Parti réformateur cambodgien d'Ou Chanrath et de Pol Horm a boycotté les élections, tandis que le Parti de la volonté khmère et les sections locales du Parti de la démocratie de base ont participé aux élections mais n'ont pas réussi à remporter de sièges à l'Assemblée nationale.
En réponse à la formation cette nouvelle alliance d'opposition, le parti populaire cambodgien au pouvoir décrète, le 23 octobre 2023, un accord de coopération et coalition avec 27 autres partis.
La représentation au niveau communal au moment de la fondation de l'Alliance pour l'avenir se compose de 2'198 conseillers municipaux et 4 maires du parti de la bougie et de 6 conseillers municipaux du parti de la démocratie de base, dont l'élection a eu lieu le 5 juin 2022.
À l'issue des élections sénatoriales de 2024, la coalition menée par Kong Monika et le parti khmer de la volonté parvient à faire élire trois candidats sous leur étiquette.

## Résultats électoraux

### Élections sénatoriales
| Année | Voix  | %     | Sénateurs | Rang |
| ----- | ----- | ----- | --------- | ---- |
| 2024  | 1 394 | 11,88 | 3 / 62    | 2e   |